# Thời kỳ Bắc thuộc lần thứ ba
Bắc thuộc lần thứ ba trong lịch sử Việt Nam kéo dài từ năm 602 đến năm 905 hoặc năm 939. Thời kỳ này bắt đầu khi Tùy Văn Đế sai Lưu Phương đánh chiếm nước Vạn Xuân, bức hàng Hậu Lý Nam Đế, kéo dài cho đến khi Khúc Thừa Dụ tiến vào Đại La, giành quyền cai quản toàn bộ Tĩnh Hải quân năm 905 - thời Đường Ai Đế, ông vua bù nhìn trong tay quyền thần Chu Ôn.

## Các triều đại Trung Hoa cai trị Việt Nam
Năm 602, nhà Tùy sai Lưu Phương đem quân 27 dinh sang đánh nước Vạn Xuân. Vua đời thứ ba của Vạn Xuân là Lý Phật Tử sợ giặc và đầu hàng, bị bắt sang Trung Hoa. Việt Nam vào thời kỳ Bắc thuộc lần thứ 3 mà trước hết là thuộc Tùy. Thời đó, Việt Nam bị xếp làm một châu của Tùy, gọi là châu Giao (交州). Trên đường đánh Lâm Ấp quay về, Lưu Phương mắc bệnh chết.
Sau Lưu Phương, đến Khâu Hòa được cử làm đại tổng quản. Năm 618, nhà Đường lật đổ nhà Tùy, lập ra nước Đại Đường. Khâu Hòa xin thần phục nhà Đường năm 622. Việt Nam thành thuộc địa của Đại Đường.
Thời gian Bắc thuộc lần 3 của Việt Nam kéo dài hơn 300 năm.

## Hành chính, dân số

### Hành chính
Năm 605, nhà Tùy đổi châu Giao thành quận Giao Chỉ, quận lỵ đặt tại huyện Giao Chỉ. Đồng thời, nhà Tùy đặt ra Phủ Đô hộ Giao Chỉ để cai trị Việt Nam. Chủ trương của nhà Tùy là thiết lập chế độ trung ương tập quyền, không phong cho tông thất và công thần, chỉ chuyên dùng quan lại cai trị.
Nhà Đường bãi bỏ các quận do nhà Tùy lập ra, khôi phục lại chế độ các châu nhỏ thời Nam Bắc triều. Năm 622, nhà Đường lập Giao châu đô hộ phủ. Người đứng đầu cơ quan này gọi là tổng quản.
Năm 679, nhà Đường đổi quận Giao Chỉ trở lại thành châu Giao, đặt ra Phủ Đô hộ Giao Châu. Bấy giờ, vùng Lĩnh Nam có 5 đô hộ phủ, cai quản châu Giao, châu Quảng, châu Quế, châu Dung, châu Ung, gọi chung là Lĩnh Nam ngũ quản.
Sau đó, nhà Đường đổi Phủ Đô hộ Giao Châu thành An Nam đô hộ phủ. Tên gọi An Nam trong lịch sử Việt Nam bắt đầu từ thời điểm này. Chức quan đứng đầu Phủ Đô hộ An Nam lúc đầu gọi là Kinh lược sứ, sau đổi thành Tiết độ sứ. Nhà Đường lại chia Giao Châu làm 12 châu, đứng đầu mỗi châu là viên quan thứ sử. 12 châu này lại được chia thành 59 huyện. Tên gọi 12 châu là:
| - Giao - Lục - Phúc Lộc | - Phong - Thang - Trường | - Chi - Vũ Nga - Vũ An | - Ái - Hoan - Diễn |

Năm 624, Đường Cao Tổ lại đổi các Phủ Đô hộ thành Phủ Đô đốc. Phủ Đô hộ An Nam thành Phủ Đô đốc An Nam. Năm 679, Đường Cao Tông lại đổi về tên cũ.
Năm 757, Đường Túc Tông đổi An Nam đô hộ phủ thành Trấn Nam đô hộ phủ. Chín năm sau (766) lại đổi về tên cũ.
Năm 863, nhà Đường bãi bỏ Phủ Đô hộ An Nam và lập Hành Giao Châu thay thế đóng tại nơi là Quảng Tây ngày nay. Nhưng chưa đầy 1 tháng thì cho tái lập Phủ Đô hộ An Nam nằm trong Hành Giao Châu.

Năm 866, nhà Đường đổi Phủ Đô hộ An Nam thành Tĩnh Hải quân.

### Dân số
Theo số liệu thống kê của nhà Đường, ở quận Giao Chỉ có 9 huyện 30.056 hộ; quận Cửu Chân có 7 huyện 16.135 hộ; quận Nhật Nam có 8 huyện 9.915 hộ, quận Ninh Việt ở phía đông bắc, gồm Khâm châu không rõ số dân; 3 quận mới chiếm của Lâm Ấp là quận Tỷ Ảnh có 4 huyện 1.815 hộ, quận Hải Âm có 4 huyện 1.100 hộ, quận Tượng Lâm có 4 huyện 1.220 hộ.

## Sự cai trị của Trung Hoa

### Thời Tùy
Về danh nghĩa, Giao Châu cũng như các quận khác của nhà Tùy, trực tiếp phụ thuộc chính quyền trung ương. Nhưng trên thực tế, như lời thú nhận của vua Tùy Văn Đế, châu Giao chỉ là đất "ràng buộc lỏng lẻo".
Cuối thời nhà Tùy, do loạn lạc, các quan cai trị ở Giao Châu cũng cát cứ ly khai với chính quyền trung ương. Khi Tùy Dạng Đế chết, Thái thú Khâu Hòa không biết. Khâu Hòa bóc lột nhân dân địa phương rất nặng, nhà cửa giàu có ngang với vương giả.
Thái thú Cửu Chân là Lê Ngọc (vợ là người Việt) cùng các con xây thành lũy kháng cự nhà Đường mới thay nhà Tùy. Sau Khâu Hòa, tới năm 622, Lê Ngọc cùng Thái thú Nhật Nam là Lý Giáo cũng quy phục nhà Đường.

### Thời Đường
Nhà Đường coi An Nam là một trọng trấn và tăng cường bóc lột rất nặng dưới nhiều hình thức. Hằng năm các châu quận ở đây phải cống nạp nhiều sản vật quý (ngà voi, đồi mồi, lông trả, da cá, trầm hương, vàng, bạc...) và sản phẩm thủ công nghiệp (lụa, tơ, sa, the, đồ mây, bạch lạp...).
Ngoài việc cống nạp, người Việt Nam phải nộp nhiều loại thuế mới. Có nhiều loại thuế mà chính sử nhà Đường phải thừa nhận rằng các quan lại ở An Nam đã đánh thuế rất nặng. Riêng thuế muối ở Lĩnh Nam hàng năm bằng 40 vạn quan tiền. Ngoài thuế muối và gạo, còn phải nộp thuế đay, gai, bông và nhiều thuế "ngoại suất" (thuế đánh 2 lần). Nhà Đường dựa vào tài sản chia làm ba loại thuế:
1. Thượng hộ nộp 1 thạch 2 đấu
2. Thứ hộ nộp 8 đấu
3. Hạ hộ nộp 6 đấu

Các hộ vùng thiểu số nộp 1/2 số quy định trên. Song có những quan lại nhà Đường vẫn bắt người thiểu số nộp toàn bộ số thuế như các dân cư ở đồng bằng. Đây chính là nguyên nhân dẫn đến sự phản kháng của người Việt, mà vụ chống thuế điển hình là Lý Tự Tiên và Đinh Kiến chống lại Lưu Diên Hựu năm 687.
Sử nhà Đường ghi nhận không ít các quan lại đô hộ vơ vét của cải của người Việt để làm giàu và chạy chức, thăng tiến. Cao Chính Bình "phú liễm nặng", Lý Trác "tham lam ăn hối lộ, phú thuế bạo ngược", bắt người dân miền núi phải đổi một con trâu bò chỉ để lấy được 1 đấu muối; Lý Tượng Cổ "tham túng, bất kể luật pháp"...
Để củng cố sự cai trị, nhà Đường tăng cường xây cất thành trì và quân phòng thủ ở Tống Bình, châu Hoan, châu Ái. Trong phủ thành đô hộ Tống Bình, thường xuyên có 4.200 quân đồn trú. Ở vùng biên giới phía tây bắc như miền Lâm Tây, Lân, Đăng hằng năm có 6.000 quân trấn giữ gọi là quân "phòng đông" (phòng giữ vào mùa khô) để chống sự xâm lấn của nước Nam Chiếu. Thời gian đầu, nhà Đường chỉ dùng quân trưng tập từ phương bắc sang làm quân "phòng đông", nhưng từ thời Đường Trung Tông buộc phải dùng cả quân người Việt xen lẫn.

## Những cuộc tấn công của thế lực bên ngoài

Sailendra và các cuộc tấn công đường biển vào An Nam - Champa

Ngoài các loại thuế, từ cuối thế kỷ 8, người Việt còn bị thiên tai (hạn, lụt) trong nhiều năm và những cuộc xâm lấn, cướp phá của các nước lân bang như Nam Chiếu, Lâm Ấp, Chà Và (vương quốc Sailendra hoặc Srivijaya hình thành trên đảo Java)... Quân tướng nhà Đường nhiều lần bất lực không chống lại được những cuộc tấn công đó khiến người bản địa bị sát hại đến hàng chục vạn.

### Các thế lực Java
Một tấm bia ở tháp Po Nagar ghi lại sự kiện Champa bị một thế lực từ Java tấn công bằng đường biển.
Giao Châu khi đó nằm dưới sự đô hộ của nhà Đường cũng bị thế lực này tấn công. Sách sử cũ gọi thế lực này là giặc biển Chà Và, Côn Lôn; dựa vào đó mà đời sau suy ra là Java. Kinh lược sứ Trương Bá Nghi phải cầu cứu Đô úy Vũ Định là Cao Chính Bình. Tại địa điểm Chu Diên (ngày nay gần Hà Nội), quân Đường đã đánh bại quân Java dẫn tới họ phải rút lui theo đường biển. Sau đó Trương Bá Nghi đắp lại thành Đại La.
Thế lực từ Java này có thể là Srivijaya hoặc Sailendra. Vào cuối thế kỷ 8, Srivijaya vốn đặt trung tâm ở Đông Nam Sumatra đã dời đô đến Trung Java, dựa vào sự đồng minh-hôn nhân-thương mại chặt chẽ với Sailendra. Sự nổi lên của Champa với tư cách là một quốc gia thương mại hàng hải đã làm tổn thương Srivijaya và dẫn đến sự tấn công của Srivijaya vào Champa và cả Giao Châu.

### Nam Chiếu
Năm 737, Nam Chiếu - một quốc gia của người Bạch và người Di ở vùng Vân Nam ngày nay - thành lập. Đến khoảng thời Đường Huyền Tông, Nam Chiếu mạnh lên chống lại nhà Đường, tấn công Thổ Phồn, Tây Tạng và Giao Châu.
Năm 832, Nam Chiếu tiến đánh chiếm được châu Kim Long, ít lâu bị quân Đường đánh bại phải rút lui. Năm 846, quân Nam Chiếu lại vào đánh, bị tướng Bùi Nguyên Dụ đánh đuổi.
Miền Lâm Tây thuộc An Nam đô hộ phủ, nhà Đường đặt quân "phòng đông" để chống Nam Chiếu, có 7000 người quanh 7 động thuộc vùng do tù trưởng địa phương là Lý Đo Độc quản lý để tương trợ nhau. Tướng nhà Đường ở Tống Bình là Lý Trác bớt quân phòng đông, giao hết việc phòng Nam Chiếu cho Lý Đo Độc. Đo Độc cô thế không quản lý được. Tiết độ sứ của Nam Chiếu ở Giả Đông (Côn Minh, Vân Nam) tìm cách mua chuộc và gả cháu gái cho Lý Đo Độc. Từ đó Đo Độc thần phục Nam Chiếu.
Năm 859, cả Đường Tuyên Tông và vua Nam Chiếu là Phong Hựu cùng chết, quan hệ Đường - Nam Chiếu vốn tạm hòa hoãn đã đổ vỡ. Năm 860, vua Nam Chiếu mới là Đoàn Thế Long sai Đoàn Tù Thiên mang 3 vạn quân tiến vào cướp phá An Nam. Năm 862, Vương Khoan sang thay Lý Hộ làm Kinh lược sứ, quân Nam Chiếu lại vào đánh. Vương Khoan không chống nổi. Nhà Đường phải cử Sái Tập sang thay. Sái Tập huy động 3 vạn quân đẩy lui được Nam Chiếu.
Năm 863, Đoàn Tù Thiên lại tiến vào An Nam, đánh bại quân Đường. Sái Tập bị giết. Quân Nam Chiếu chiếm đóng và cướp phá, giết hại tới 15 vạn người Việt. Sau đó vua Nam Chiếu sai Đoàn Tù Thiên ở lại Giao Châu làm Tiết độ sứ. Nhà Đường phải di chuyển Phủ Đô hộ An Nam đến Hải Môn.
Năm 864, nhà Đường sai Cao Biền làm An Nam đô hộ Kinh lược Chiêu thảo sứ sang đánh Nam Chiếu. Năm 865, Cao Biền tiến đến Nam Định, nhân lúc quân Nam Chiếu đang gặt lúa, bất ngờ đánh úp, phá tan quân Nam Chiếu. Tới năm 867, Cao Biền đánh bại hoàn toàn người Nam Chiếu tại An Nam, chiếm lại thành Tống Bình, giết chết Đoàn Tù Thiên, chém hơn 3 vạn quân Nam Chiếu. Từ đó sự xâm lấn của Nam Chiếu mới chấm dứt.

### Hoàn Vương
Hoàn Vương vốn là tên mới của nước Lâm Ấp trước đây (đổi từ đầu thời Đường). Sau nhiều năm thần phục nhà Đường, từ năm 803, Hoàn Vương thấy nhà Đường suy yếu bèn mang quân ra bắc. Quân Hoàn Vương vây hãm hai châu Hoan, Ái, tàn phá vùng này. Quan sát sứ nhà Đường là Bùi Thái không chống nổi, bị thua nặng. Vua Hoàn Vương chiếm được Hoan châu và Ái châu, đặt chức Thống sứ cai quản.
Năm 808, Trương Chu được điều sang làm Kinh lược sứ. Sau khi củng cố lực lượng và thành Tống Bình, năm 809, Trương Chu tiến vào nam đánh quân Hoàn Vương. Quân Đường thắng lớn, giết chết 2 Thống sứ của Hoàn Vương, giết 3 vạn quân địch, chiếm lại 2 châu Ái, Hoan. Có 59 vương tử Hoàn Vương bị bắt làm tù binh. Từ đó Hoàn Vương phải từ bỏ việc đánh An Nam.

## Các cuộc nổi dậy
Mùa thu năm 687, do không chịu nổi ách sưu thuế nặng nề, người châu Giao là Lý Tự Tiên liền lãnh đạo dân nổi dậy. Quan nhà Đường cai trị là Lưu Diên Hựu đã giết Lý Tự Tiên. Người cùng chí hướng của Lý Tự Tiên là Đinh Kiến đem quân vây đánh Lưu Diên Hựu, chiếm được thành Tống Bình và giết được viên quan này. Nhà Đường phải phái Tào Huyền Tĩnh (Tào Trực Tĩnh) từ châu Quế sang dẹp và giết Đinh Kiến.
Tháng 4 năm 713, Mai Thúc Loan, người châu Hoan xưng vương, cho xây thành lũy, lập kinh đô Vạn An, tích cực rèn tập tướng sĩ và sai sứ giả sang các nước Lâm Ấp, Chân Lạp phủ dụ họ đem quân hỗ trợ. Ông tự xưng là Mai Hắc Đế. Năm 714, Mai Hắc Đế tiến binh đánh thành Tống Bình. Thái thú nhà Đường là Quách Sở Khách cùng đám thuộc hạ không chống cự lại được, phải bỏ thành chạy về nước. Lực lượng Mai Hắc Đế lúc đó lên tới chục vạn quân. Nhà Đường bèn huy động 10 vạn quân do tướng Dương Thừa Húc và Quách Sở Khách sang đàn áp được.
Năm 791, anh em Phùng Hưng và Phùng Hải nổi dậy kéo quân vây Phủ Đô hộ An Nam. Tiết độ sứ là Cao Chính Bình đối phó không được nên sinh bệnh mà chết. Phùng Hưng chiếm thành, làm chủ châu Giao. Sau khi ông mất, con ông là Phùng An đã đầu hàng Triệu Xương nhà Đường.
Năm 819, người Tày - Nùng ở Tả, Hữu Giang (phía Tây Bắc của châu Giao) nổi dậy chống nhà Đường. Quan cai trị Lý Tượng Cổ (tông thất nhà Đường) sai thứ sử châu Hoan là Dương Thanh mang 3.000 quân đi dẹp. Dương Thanh thừa cơ nổi dậy chiếm được Phủ Đô hộ, giết được Lý Tượng Cổ. Sau tướng nhà Đường là Quế Trọng Vũ dùng kế chia rẽ Dương Thanh với các tướng thuộc hạ. Ông không giữ được thành, cuối cùng bị bắt và bị giết. Các thủ hạ lui về giữ Trường châu đến tháng 7 năm 820 thì bị dẹp hẳn.
Ngoài 4 cuộc khởi nghĩa lớn trên, còn nhiều cuộc nổi dậy nhỏ khác của người Việt, như các năm 803, 823, 841, 858, 860, 880... Nhiều lần quan đô hộ nhà Đường đã bỏ phủ thành chạy.

## Người Việt giành lại quyền tự chủ
Trong thời kỳ đầu, nhà Đường còn mạnh, các cuộc nổi dậy của người Việt ít xảy ra và hay bị đàn áp nhanh chóng. Từ sau loạn An Sử (755-763), nhà Đường phải đối phó với nạn phiên trấn cát cứ. Từ 10 Tiết độ sứ thời Đường Huyền Tông tăng lên thành 40-50 trấn, sự kiểm soát của chính quyền trung ương ngày càng yếu đi.
Đó chính là điều kiện cho các cuộc nổi dậy của người Việt trong thế kỷ 9 thường xảy ra hơn.
Mặt khác, người Việt thuộc tầng lớp trên ngày càng có vai trò quan trọng hơn trước trong bộ máy cai trị, dù nhìn chung họ vẫn bị người phương Bắc áp chế. Một số hào trưởng người Việt được nhà Đường sử dụng vào việc cai trị ở địa phương để quản lý người bản địa. Điển hình trong những người Việt thăng tiến nhất là Khương Công Phụ đã sang phương Bắc thi đỗ tiến sĩ và làm quan ở trung nguyên.
Năm 866, nhà Đường đổi Phủ Đô hộ An Nam thành Tĩnh Hải quân.

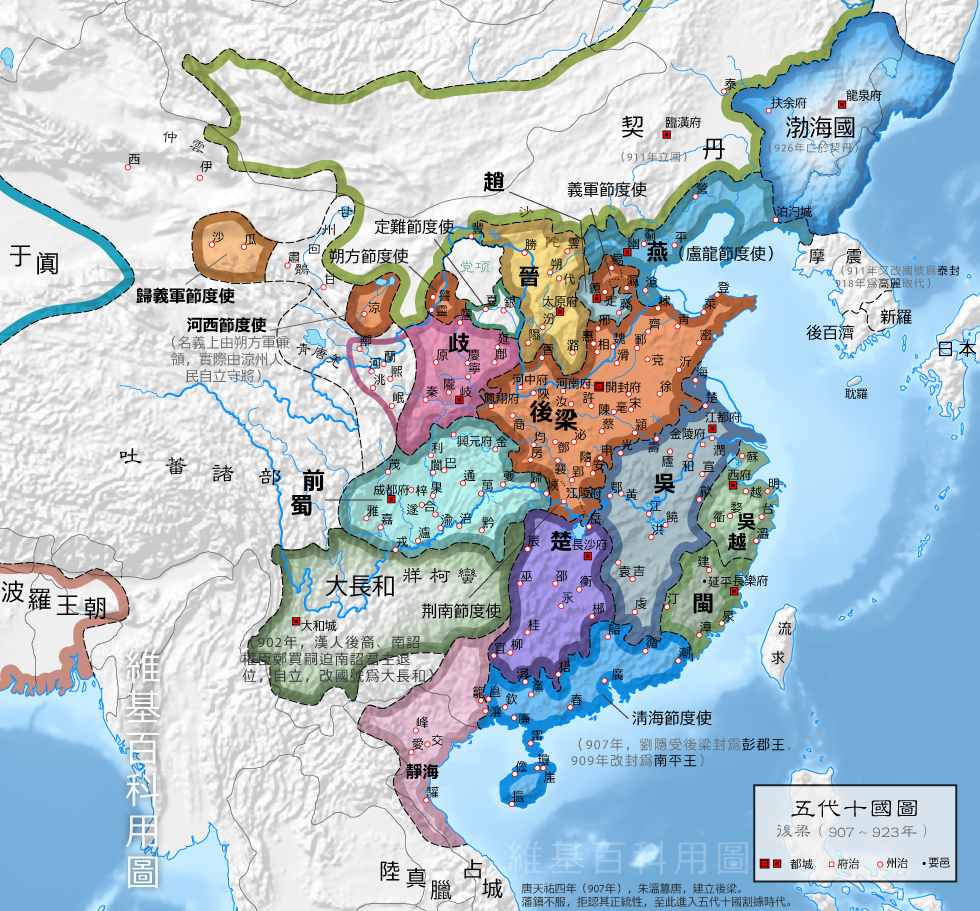
Thời nhà Hậu Lương (907-923)
Bột Hải Quốc (渤海國)
Yên (燕)
Tấn (晉), tiền thân của Hậu Đường
Triệu (趙)
Kỳ (岐)
Hậu Lương (後梁)
Tiền Thục (前蜀)
Ngô (吳)
Ngô Việt (吳越)
Mân (閩)
Sở (楚)
Đại Trường Hòa (大長和)
Nam Hán (南漢)
Tĩnh Hải quân (靜海軍)

Cuối thế kỷ 9, tại Trung Hoa nổ ra cuộc khởi nghĩa Hoàng Sào. Khởi nghĩa này bị tiêu diệt nhưng các quân phiệt cũng nhân đó gây nội chiến và cát cứ công khai. Nhà Đường bị quyền thần Chu Ôn khống chế.
Chu Ôn từng cho anh ruột là Chu Toàn Dục sang làm Tiết độ sứ ở An Nam, nhưng Toàn Dục quá kém cỏi không đương nổi công việc nên Chu Ôn phải gọi về.
Năm 905, Chu Ôn ghét Tiết độ sứ Tĩnh Hải quân là Độc Cô Tổn là người không cùng cánh, đày ra đảo Hải Nam và giết chết. Trong lúc nhà Đường chưa kịp cử quan cai trị mới sang trấn nhậm, một hào trưởng người Việt là Khúc Thừa Dụ đã chiếm lấy thủ phủ Đại La, tự xưng là Tiết độ sứ. Chu Ôn đang mưu cướp ngôi nhà Đường, đã nhân danh vua Đường thừa nhận Khúc Thừa Dụ.
Người Việt khôi phục quyền tự chủ từ đó. Giai đoạn Bắc thuộc lần thứ 3 kéo dài hơn 300 năm chấm dứt.

## Các quan đô hộ
Sử sách ghi lại các quan đô hộ đã sang Việt Nam trong thời kỳ này, gồm một danh sách không đầy đủ, như sau (những người ghi bằng chữ nghiêng có liên quan tới những cuộc nổi dậy của người Việt):
| - Khâu Hòa - Lý Thọ - Lý Đạo Hưng - Lưu Diên Hựu (684 - 687) - Quang Sở Khách (722 - 724?) - Abe no Nakamaro (Triều Hành): 761 - 767 - Trương Bá Nghi (767 - 777) - Ô Sùng Phúc (777 - 787) - Trương Đình (787 - 789) - Bàng Phục (789 - 790) - Cao Chính Bình (790 - 791) | - Triệu Xương (792 - 802) - Bùi Thái (802 - 803) - Triệu Xương (804 - 806) - Trương Chu (806 - 810) - Mã Tống (810 - 813) - Trương Lệ (813) - Bùi Hành Lập (813 - 817) - Lý Tượng Cổ (818 - 819) - Quế Trọng Vũ (820) - Bùi Hành Lập (822) - Vương Thừa Điển (822) - Lý Nguyên Hỷ (822 - 826) - Hàn Ước (827 - 828) | - Trịnh Xước (831 - 832) - Lưu Mân (833) - Hàn Hy (834 - 836) - Điền Tảo (835) - Mã Thực (836 - 840) - Vũ Hồn(841 - 843) - Bùi Nguyên Dụ (846 - 848) - Điền Tại Hựu (849 - 850) - Thôi Cảnh (851 - 852) - Lý Trác (853 - 855) - Lý Hoàng Phủ (856 - 857) - Tống Nhai (857) - Vương Thức (858 - 859) | - Lý Hộ (859 - 860) - Vương Khoan (861) - Sái Tập (862 - 863) - Tống Nhung (863) - Cao Biền (864 - 868) - Cao Tầm (868 - 878) - Tăng Cổn (878 - 880) - Cao Mậu Khanh (882 - 884) - Tạ Triệu (884 - ?) - An Hữu Quyền (897 - 900) - Chu Toàn Dục (900 - 905) - Độc Cô Tổn (905) - Lý Tiến (923-931) hoặc (930-931) |